# Memories (cântec de David Guetta)
"Memories" este cel de-al patrulea single official al DJ-ului David Guetta de pe albumul One Love. Conține vocea lui Kid Cudi și a fost lansat în toată lumea în 2010.

## Videoclipul
Videoclipul a fost filmat în Miami, pe data de 4 ianuarie, 2010. A fost regizat de Keith Schofield. Videoclipul îi arată pe David Guetta și Kid Cudi mergând pe Bulevardul Biscayne, în timp ce scenele din club au fost filmate la Clubul Nocturnal. Fanii au fost invitați să ia parte la filmarea videoclipului. Mai există o scenă filmată la coaforul Franck Pavost, unde unui bărbat i se aplică pe cap cremă în formă de cerc.

## Clasament
| Clasament (2010)               | Poziția maximă |
| ------------------------------ | -------------- |
| ARIA                           | 3              |
| Ö3 Austria Top 40              | 2              |
| Ultratop Flanders              | 2              |
| Ultratop Wallonia              | 1              |
| Canadian Hot 100               | 18             |
| Czech Singles Chart            | 1              |
| IFPI                           | 8              |
| Dutch Top 40                   | 4              |
| European Hot 100 Singles       | 3              |
| Mitä hittiä                    | 18             |
| SNEP                           | 5              |
| Media Control AG               | 7              |
| Single Top 10                  | 9              |
| IRMA                           | 5              |
| RIANZ                          | 4              |
| VG-lista                       | 18             |
| Russian Airplay Chart          | 10             |
| PROMUSICAE                     | 19             |
| Sverigetopplistan              | 14             |
| Media Control AG               | 7              |
| UK Singles                     | 15             |
| UK Dance                       | 2              |
| Billboard Hot Dance Club Songs | 41             |